# Cenerentola '80
Ceneterola '80 es una película ítalo-francesa de 1984 del género comedia romántica, dirigida por Roberto Malenotti y protagonizada por Bonnie Bianco (también conocida como Lory Bianco) y Pierre Cosso. La película adapta a los tiempos modernos el cuento de La cenicienta.

## Argumento
Cindy Cardone (Bonnie Bianco) vive en Nueva York y quiere ser cantante, pero su padre, Harry (Vittorio Caprioli), dueño de una pizzería, se opone, hasta que la escucha cantar y decide apoyarla. Cindy además convive con su insoportable madrastra (Sandra Milo) y dos vanidosas hermanastras. La madrastra prepara un viaje a Italia para que sus hijas estudien música clásica. El padre insiste en que lleven también a Cindy, quien se ve obligada a viajar. A su llegada a la ciudad de Roma, en el aeropuerto, Cindy conoce a un misterioso joven llamado Mizio (Pierre Cosso), congenian y él se enamora de ella. En un segundo encuentro, el joven, que tiene un grupo de rock, le propone a Cindy que cante en la banda. Ella no lo sabe, pero Mizio es un noble italiano perteneciente a la antigua familia Gherardeschi.

## Ficha de doblaje
| Personaje     | Actor Original    | Actor de doblaje (México) |
| ------------- | ----------------- | ------------------------- |
| Cindy Cardone | Bonnie Bianco     | Fabiola Stevenson         |
| Mizzio        | Pierre Cosso      | Roberto Carrillo          |
| Harry Cardone | Vittorio Caprioli | Antonio Monsell           |